# Przekątna gońca
Przekątna gońca (fr. La diagonale du fou, ang. Dangerous Moves) – francusko-szwajcarski dramat filmowy z 1984 roku w reżyserii Richarda Dembo. Zdjęcia kręcono w Asnières-sur-Oise (departament Dolina Oise).

## Obsada
- Michel Piccoli - Akiva Liebskind
- Alexandre Arbatt - Pavius Fromm
- Liv Ullmann - Marina Fromm
- Leslie Caron - Henia Liebskind
- Daniel Olbrychski - Tac-Tac, przyjaciel Liebskinda
- Michel Aumont - Kerossian, przyjaciel Liebskinda
- Wojciech Pszoniak - Felton
- Jean-Hugues Anglade - Miller
- Hubert Saint-Macary - Foldes
- Pierre Michael - Yachvili
- Serge Avédikian - Fadenko
- Pierre Vial - Anton Heller
- Bernhard Wicki - Puhl
- Jacques Boudet - Stuffli
- Benoît Régent - Barabal
- Sylvie Granotier - Dombert